# ویلیام اچ. گیتس
ویلیام اچ. گیتس (انگلیسی: William H. Gates, Sr.؛ ‏۳۰ نوامبر ۱۹۲۵ – ۱۴ سپتامبر ۲۰۲۰) وکیل اهل ایالات متحده آمریکا بود. وی پدر بیل گیتس، ثروتمندترین فرد جهان بود. گیتس وکیلی بازنشسته و فردی نیکوکار بود که کتابی به نام «نمایشی برای زندگی: افکار هدایایی برای تمام عمر» نیز به رشته تحریر درآورده است.
وی در سال ۲۰۱۸ به بیماری آلزایمر مبتلا شد و در ۱۴ سپتامبر ۲۰۲۰ به دلیل کهولت سن درگذشت.